# 레나 레인
레나 레인(영어: Lena Raine)은 미국의 작곡가 및 프로듀서이다. 《셀레스트》와 《길드워 2》의 사운드트랙 작업을 담당한 것으로 가장 유명하며 그 외에 《마인크래프트》, 《치코리: 어 컬러풀 테일》 등의 작품에도 참여했다.

## 생애
2010년 아레나넷에 입사해 6년 동안 《길드워 2》의 음악을 작곡했다. 2015년에는 매클레인 디머와 함께 확장팩 《길드워 2: 하트 오브 쏜즈》의 사운드트랙을 맡았다. 2016년 아레나넷을 퇴사했다.

## 디스코그래피

### 앨범 및 싱글
| 연도 | 제목                 | 비고                     |
| ---- | -------------------- | ------------------------ |
| 2020 | Reknowing            | "Oneknowing" 리믹스 앨범 |
| 2019 | Oneknowing           | 데뷔 앨범                |
| 2019 | 2X18                 | Single                   |
| 2018 | Lullaby for Lancer   | Single                   |
| 2018 | A Day on the Road    | EP                       |
| 2017 | Chip Collection      | 칩튠 컬렉션              |
| 2017 | Dawn Ouroboros       | Single                   |
| 2016 | Transference         | Single                   |
| 2016 | Acoustic Collection  |                          |
| 2016 | Singularity          | EP                       |
| 2016 | Snowflight           | EP                       |
| 1999 | Changing of the Tide | Compilation              |

### 사운드트랙
| 연도      | 제목                                                 | 종류        |
| --------- | ---------------------------------------------------- | ----------- |
| 발매 예정 | 어스블레이드                                         | 비디오 게임 |
| 2021      | 치코리: 어 컬러풀 테일                               | 비디오 게임 |
| 2021      | 셀레스트 클래식 2:                                   | 비디오 게임 |
| 2020      | 새크보이: 어 빅 어드벤처                             | 비디오 게임 |
| 2020      | 마인크래프트                                         | 비디오 게임 |
| 2020      | Spin Rhythm XD - Beyond The Heart (Broken Heart Mix) | 비디오 게임 |
| 2019      | 스티븐 유니버스: 더 무비                             | TV 영화     |
| 2019      | 셀레스트: 작별                                       | 비디오 게임 |
| 2018      | ESCISM (ESC Original Soundtrack)                     | 비디오 게임 |
| 2018      | 셀레스트 - Madeline's Grab Bag                       | 비디오 게임 |
| 2018      | 셀레스트                                             | 비디오 게임 |
| 2016      | 핵머드                                               | 비디오 게임 |
| 2016      | UPSHIFT                                              | 비디오 게임 |
| 2016      | PANIC at Multiverse High!                            | 비디오 게임 |
| 2015      | 길드워 2: 하트 오브 쏜즈                             | 비디오 게임 |
| 2014      | 데드 스테이트                                        | 비디오 게임 |
| 2013      | Music Madness                                        | 비디오 게임 |